# Simulium landonoense
Simulium landonoense är en tvåvingeart som beskrevs av Takaoka 2003. Simulium landonoense ingår i släktet Simulium och familjen knott.
Artens utbredningsområde är Sulawesi. Inga underarter finns listade i Catalogue of Life.